# アルファクヘキチョウ
アルファクヘキチョウ（学名 : Lonchura vana）とは、カエデチョウ科キンパラ亜科に属する鳥である。

## 分布
インドネシアのドベライ半島、ニューギニア島の西北部、アルファク山脈の麓などに棲息している。約2100mにある湿った草原や湿原にも棲息している。

## 体格
体長は約10cmの長さと小さい。
腹側には、オレンジ色  背中、翼は茶色で尾は黒色、間臀部は、黄色
首と胸に灰色がかった白色。目が暗褐色であり、脚は灰色がかっている。 

## 生態
食料を求める時も、ほとんどの時間を群れや家族などの集団で行動し生活している。
果実、芽などの植物や小さい昆虫を食べている。

## 繁殖
本種の繁殖習慣をほとんどわかっていないが、キンパラ属とあまり変わらないと考えられている。

## 保全
森林伐採などの環境破壊により生態系が崩れるなど懸念されている。